# William Massey
William Ferguson Massey (Limavady (Noord-Ierland), 26 maart 1856 –  Wellington (Nieuw-Zeeland), 10 mei 1925) was een Nieuw-Zeelands politicus. Hij was de 19e premier van Nieuw-Zeeland, van 1912 tot 1925.

## Levensloop
Massey werd geboren in een protestantse boerenfamilie. Zijn ouders emigreerden in 1862 naar Nieuw-Zeeland. William Massey zelf bleef nog acht jaar in Ierland om zijn opleiding af te ronden. In die periode leefde hij bij zijn grootmoeder. Na aankomst in Nieuw-Zeeland werkte hij een aantal jaren als boerenknecht, voordat hij zijn eigen boerderij kreeg in Māngere bij Auckland.
Op lokaal niveau groeide Masseys bekendheid doordat hij actief was in het schoolbestuur, een debatvereniging en verschillende boerenorganisaties. Hij was lid van de Vrijmetselarij, de Oranjeorde en hing de Brits Israël-visie aan. In 1893 en 1894 deed Massey twee maal als onafhankelijke kandidaat tevergeefs een gooi naar een parlementszetel. De derde poging in 1896 was wel succesvol.
Massey vormde met andere onafhankelijke kandidaten, de meeste van conservatieve huize, de oppositie tegen de Liberale premier Richard Seddon. Massey organiseerde als whip de oppositie, iets tot dan toe ontbrak. Na de verkiezingen van 1899 kon de oppositie het niet eens worden over de nieuwe leider en rommelde in de twee jaar daarna maar wat aan. Massey vulde de leemte en werd in september 1901 officieel gekozen als oppositieleider. 
De Liberalen profiteerden intussen bij de verkiezingen van 1902 van de uitbraak van de Tweede Boerenoorlog. Massey overleefde intern een leiderschapsuitdaging van William Henries. Na de dood van premier Seddon volgde Joseph Ward hem op. Ward bleek electoraal gevoeliger te zijn voor de aanvallen van Massey die claimde dat binnen de overheid massaal sprake was van corruptie en vriendjespolitiek. Bovendien groeide binnen de Nieuw-Zeelandse samenleving de vrees voor het socialisme. Vooral conservatieve kandidaten profiteerden daarvan.
Massey stond in februari 1909 aan de basis van de Hervormingspartij. Tijdens de parlementsverkiezingen in 1911 behaalde de nieuwe partij meer zetels dan de Liberalen, maar had nog steeds geen meerderheid. Met steun van een aantal onafhankelijke kandidaten vormden de Liberalen alsnog een regering. Een jaar later viel de regering alsnog, waarna Massey op 10 juli 1912 ingezworen werd als premier.
In zijn eerste jaar als premier viel Massey vooral op doordat hij een aantal stakingen van mijn- en havenwerkers met geweld liet neerslaan. Dat leverde hem de haat van links op, maar juist veel conservatieven steunden hem hierin. De uitbraak van de Eerste Wereldoorlog verlegde de aandacht. Tijdens de verkiezingen van 1914 verwierf zowel de Hervormingspartij als de Liberale Partij geen absolute meerderheid. Met tegenzin vormde Massey daarom in 1915 samen met Ward een regering van nationale eenheid. Massey bleef aan als premier, moest de facto Ward wel naast zich dulden. Tijdens de oorlog reisden beide mannen meerdere keren naar het Verenigd Koninkrijk voor overleg. Tijdens het eerste bezoek bezocht Massey Nieuw-Zeelandse troepen en zegde toe iets aan hun klachten te zullen doen. Dit tot ongenoegen van sommige legerofficials die vonden dat hij hiermee de militaire hiërarchie doorkruiste. Massey was in 1919 aanwezig bij de Vredesconferentie van Parijs en ondertekende het Verdrag van Versailles.
Het ongenoegen onder de bevolking over de coalitieregering groeide. Massey zelf, die binnen zijn eigen partij met steeds meer tegenstand te maken had, was vooral bezorgd over de groei van de Labour-partij. Hij ontbond in 1919 de regering en won de verkiezingen dat jaar. In 1920 voerde hij een wet in die de immigratie van Aziaten beperkte. Iedereen die geen Britse of Ierse voorouders had en naar Nieuw-Zeeland wilde emigreren moest een schriftelijke aanvraag doen die door de regering beoordeeld werd op geschiktheid. Volgens Massey was dit beleid nodig omdat de meerderheid van de bevolking "een wit Nieuw-Zeeland" wilde.
Massey was bezorgd om alle ontwikkelingen in de Sovjet-Unie, waar de communisten de macht hadden gegrepen. In reactie daarop bleef een deel van de noodmaatregelen uit de oorlog intact, waaronder censuur op brieven. Communistisch georiënteerde literatuur bleef tot 1935 verboden.
Door economische tegenwind verloor Massey zijn meerderheid in 1922, maar kon met steun van een aantal onafhankelijke kandidaten aanblijven als premier. In 1924 moest hij vanwege kanker een deel van zijn takenpakket neerleggen. In mei 1925 overleed hij aan de gevolgen van zijn ziekte.

## Persoonlijk
Massey kreeg samen met zijn vrouw Christina Allan Paul zeven kinderen. Twee zonen werden eveneens parlementslid. In Auckland werd de Massey-universiteit naar hem vernoemd.